# Spoorlijn Belfort - Delle
De spoorlijn Belfort - Delle is een Franse spoorlijn tussen Belfort en Delle bij de Zwitserse grens.

## Geschiedenis
Het traject werd tussen 1868 en 1877 in fases geopend.
Het traject Belfort – Delle werd op 29 juni 1868 door Compagnie Paris-Lyon-Méditerranée (PLM ) geopend.
Het traject Porrentruy – Boncourt – Delle werd op 23 september 1872 door Chemin de fer Porrentruy-Delle (PD) geopend.
De Chemin de fer Porrentruy-Delle (PD) werd op 16 augustus 1876 overgenomen door Jura-Bern-Luzern Bahn (JB).
Doordat Elzas-Lotharingen in de periode van 1871 tot 1918 tot het Duitse Keizerrijk behoorde, verloor Bazel de rechtstreekse verbinding van de Compagnie des chemins de fer de l'Est (EST).
Van 13 augustus 1877 tot de Eerste Wereldoorlog was dit een belangrijke verbinding van Bazel naar Frankrijk. Deze verbinding liep via Delémont, Boncourt en Delle waar het aansloot op de lijn van de EST naar Belfort en Parijs.
Door de nationalisatie kwamen de spoorlijnen van de PLM en de EST op 1 januari 1938 in handen van de SNCF. Tijdens de Tweede Wereldoorlog was er geen grensoverschrijdend vervoer op dit traject.
Het personenvervoer van de SNCF op het traject Belfort - Delle werd in 1992 opgeheven. Het goederenvervoer op het traject Morvillars - Boncourt werd op 30 juni 1993 stilgelegd. Op 27 mei 1995 reed de laatste trein van de Zwitserse spoorwegmaatschappij CFF naar Delle, nadien werd Boncourt de terminus.
Reeds kort na de stillegging werd geijverd voor een heropening, vooral in functie van aansluiting op de nieuwe hogesnelheidslijn Rhein-Rhône. Sinds 10 december 2006 rijden de treinen van de CFF uit Biel/Bienne weer tot Delle. De volledige heropening is gepland voor december 2012

## Aansluitingen
In de volgende plaatsen is of was er een aansluiting van de volgende spoorlijnen:

### Belfort
- van Parijs

### Delle
- naar Delémont

## Elektrische tractie
Het traject werd in 1957 geëlektrificeerd met een spanning van 25.000 volt 50 Hz wisselstroom. De bovenleiding werd vanaf 1 juni 1996 gedemonteerd.

## referenties
1. ↑  ligne Bienne-Belfort ouvrira en 2012. Geraadpleegd op 6-11-2010. [dode link]